# 安井信夫
安井 信夫（やすい のぶお、1930年3月31日 - ）は、日本の経営学者。中央大学名誉教授。

## 人物・来歴
東京に生まれる。1952年早稲田大学第一商学部卒業。1958年同大学院商学研究科博士課程満期退学。愛知学院大学専任講師、助教授。1968年中央大学助教授を経て、教授。1981年「消費者信用保険の研究」で千葉大学・商学博士。2000年中央大学を定年退職し、名誉教授となる。専門は保険論。

## 著書
- 『人保険の理論』文真堂, 1973
- 『人保険論』文眞堂, 1997
- 『これからの生命保険 安心して契約するために』(中公新書) 2000
- 『生命保険生命価値とニードセールス』保険社, 2006.8

### 共編著
- 『現代の社会保障』末高信共著. 成文堂, 1970
- 『生命保険セールス』中沢弦男と責任編集 近代セールス社, 1975
- 『保険入門』近見正彦、木村栄一,黒田泰行共著 有斐閣新書 1993年

### 翻訳
- W.A.デンスデール『保険入門』亀井利明共訳. ダイヤモンド社, 1963

### 記念論文集
- 『変化の時代のリスクと保険』安井信夫先生古希記念論文集刊行委員会 編. 文眞堂, 2000

## 論文
- <安井信夫